# BIAMAN
Miejska Sieć Komputerowa BIAMAN – działająca na obszarze Białegostoku i województwa podlaskiego sieć komputerowa typu MAN.

## Opis
Powstała 20 grudnia 1994 roku w wyniku podpisania porozumienia środowiskowego dotyczącego budowy sieci komputerowej przez władze sześciu uczelni na terenie Białegostoku i trzech jednostek naukowych na terenie Białowieży:
- Politechnika Białostocka
- Uniwersytet w Białymstoku
- Akademia Medyczna w Białymstoku (obecnie Uniwersytet Medyczny w Białymstoku)
- Akademia Muzyczna im. Fryderyka Chopina – filia w Białymstoku
- Akademia Teatralna im. Aleksandra Zelwerowicza – Wydział Sztuki Lalkarskiej w Białymstoku
- Archidiecezjalne Wyższe Seminarium Duchowne w Białymstoku
- PAN – Zakład Badania Ssaków w Białowieży
- Instytut Badawczy Leśnictwa w Warszawie – Zakład Lasów Naturalnych w Białowieży
- Uniwersytet Warszawski – Białowieska Stacja Geobotaniczna w Białowieży

Oprócz funkcji akademickiej i naukowej, sieć ma obecnie zastosowania komercyjne.